# Mike Leclerc
Mike Leclerc, född 10 november 1976, är en kanadensisk professionell ishockeyspelare som är främst känd från sin tid i Anaheim Ducks där han spelade i närmare 10 säsonger. Han har även spelat för NHL- klubbarna Phoenix Coyotes och Calgary Flames.